# Serge Ibaka
Serge Jonas Ibaka Ngobila (n. 18 septembrie 1989, Brazzaville, Republica Congo) este un baschetbalist spaniol de origine congoleză care joacă pentru Toronto Raptors. Născut în Congo, acesta reprezintă Spania la nivel internațional.